# 摩拉維亞人
摩拉維亞人（捷克語：Moravané）是居住在捷克摩拉維亞地區的一個民族。他們使用摩拉維亞方言。在天鵝絨革命之後，捷克於1991年進行的人口普查中增加了摩拉維亞人的認同選項。1991年時，有1,363,000名捷克人認為自己是摩拉維亞人。在2001年，這一數字減少到380,474人。在2011年，這一數字又增加到522,474人。對摩拉維亞人這一身份認同感最強的人多集中在布爾諾附近地區，這個城市也是摩拉維亞的前首都。2011年，捷克有630,897人自認是摩拉維亞人。2018年，斯洛伐克有2,979人自認是摩拉維亞人。